# Agropyron duvalii
Agropyron duvalii là một loài thực vật có hoa trong họ Hòa thảo. Loài này được (Loret & Barrandon) Rouy mô tả khoa học đầu tiên năm 1913.